# Złotówka (skała)
Złotówka – skała w miejscowości Nielepice, w województwie małopolskim, w powiecie krakowskim, w gminie Zabierzów. Znajduje się na wzgórzu Dymniok na Garbie Tenczyńskim (część Wyżyny Krakowsko-Częstochowskiej) w obrębie Tenczyńskiego Parku Krajobrazowego.
Złotówka wraz z położoną obok niej Groszówką znajduje się w niewielkim lesie na zachód od Skały z Krzyżem. Zbudowana jest z wapieni skalistych. Ma wysokość do 16 m, ściany połogie lub pionowe. Na jej ścianach jest 18 dróg wspinaczkowych o trudności od IV do VI.4+ w skali polskiej. Wszystkie drogi mają zamontowane stałe punkty asekuracyjne: ringi i stanowiska zjazdowe bądź ringi zjazdowe.

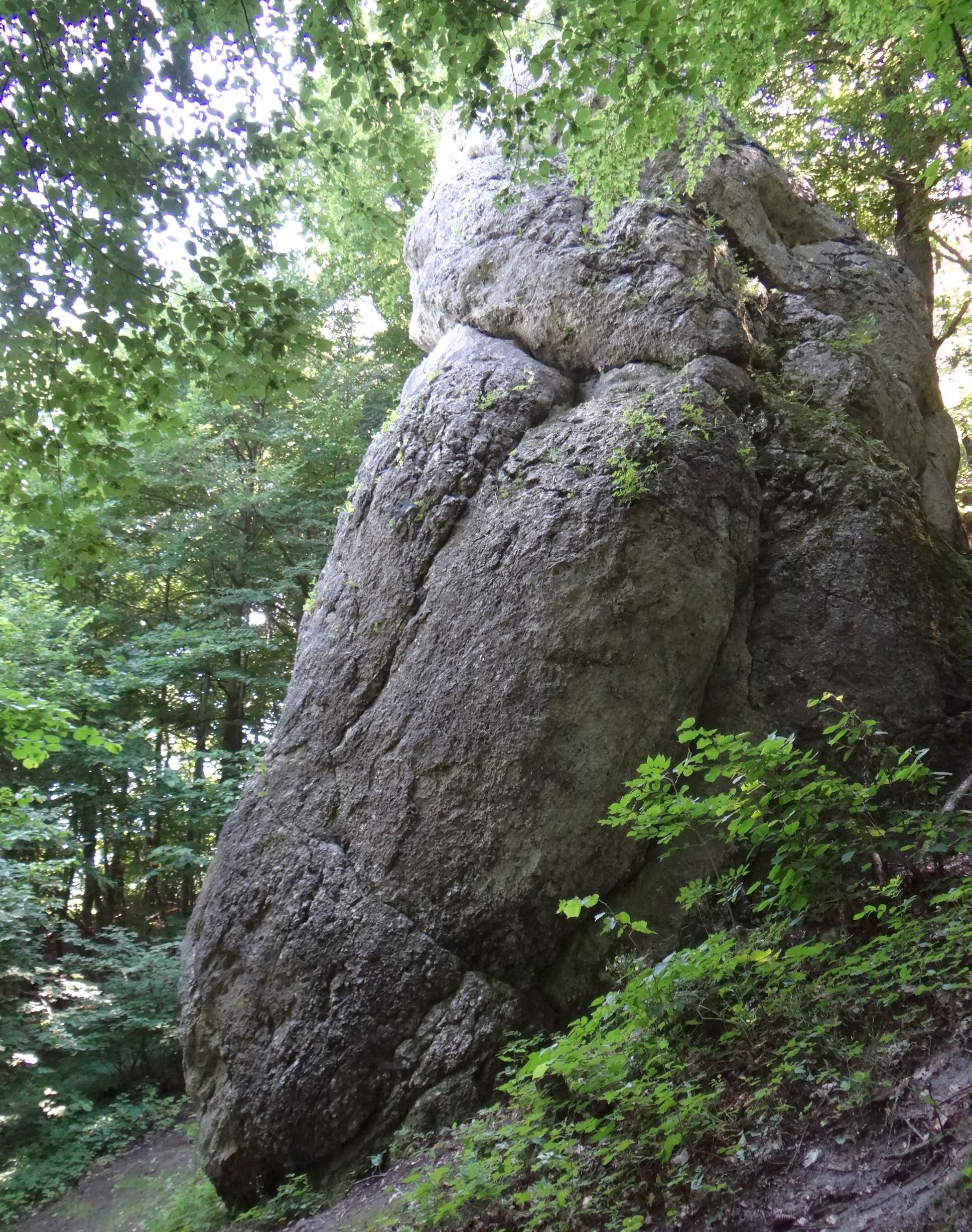
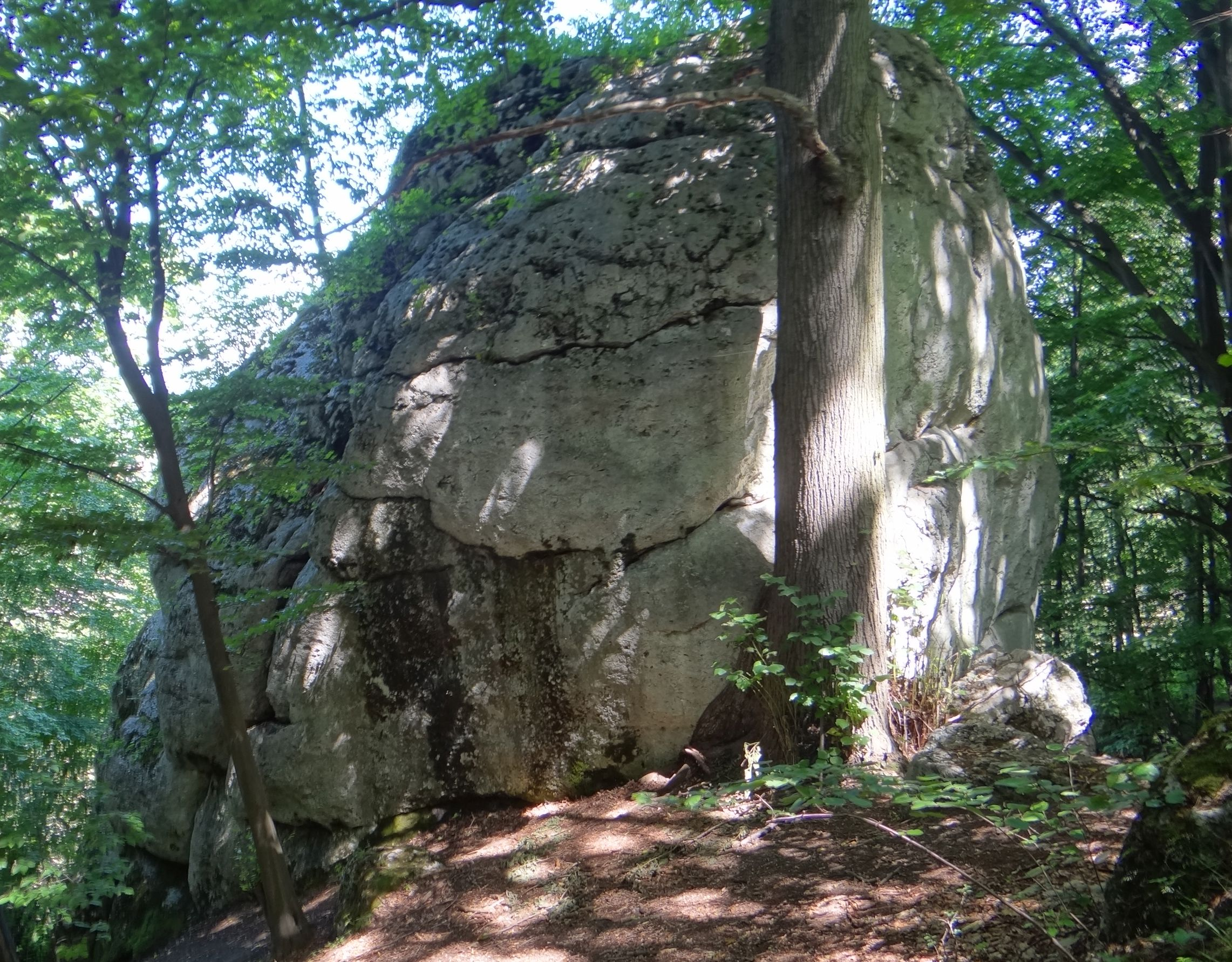
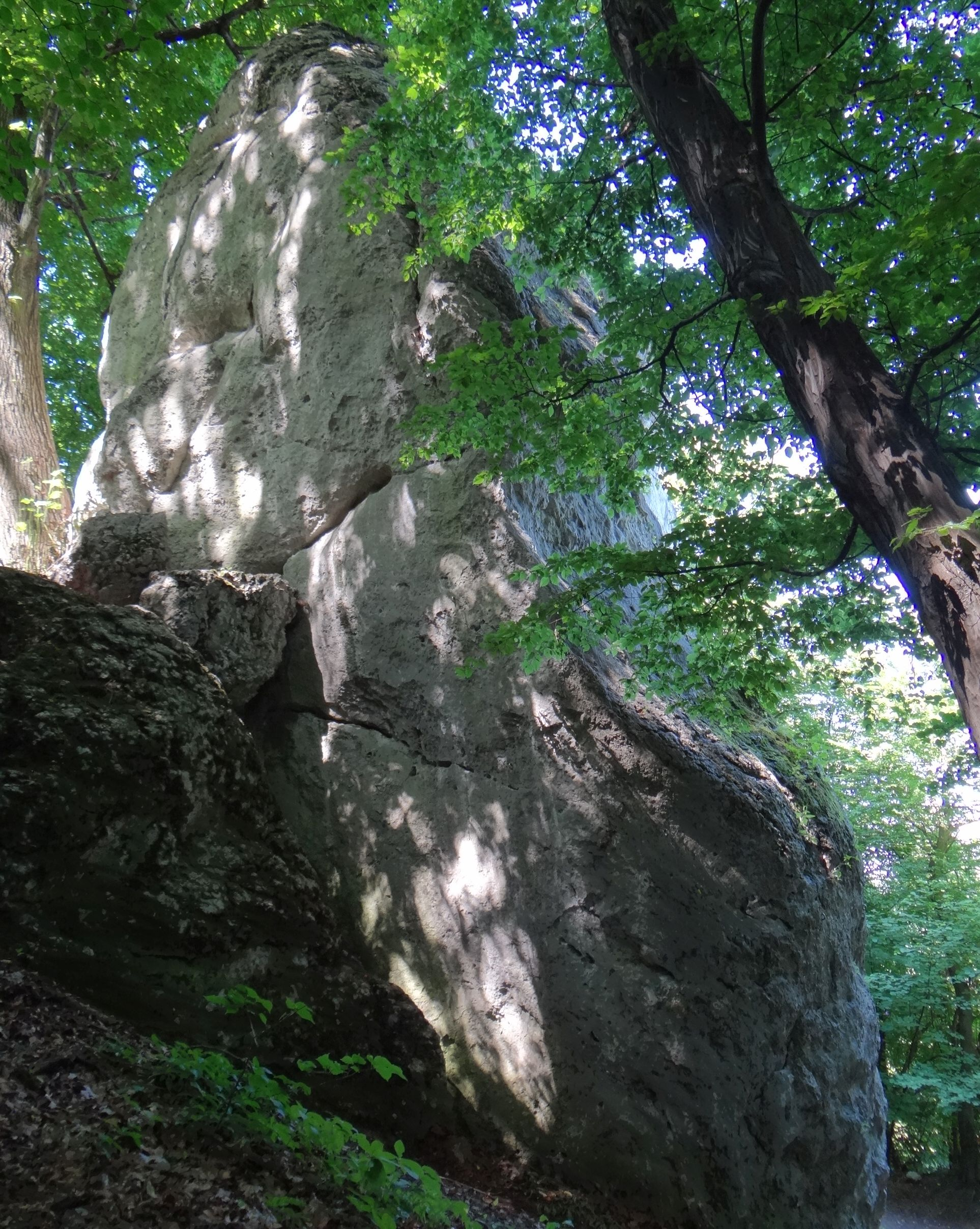

## Drogi wspinaczkowe
1. Drzewna; IV
2. Uciekająca rysa; V
3. Nędza na rynku; VI.3+
4. Inflacja; VI.2
5. Foot ball; VI.1
6. 50 tysięcy powodów; VI+
7. Za wysoka cena; VI+
8. Niska cena; VI.1+
9. Kredyt hipoteczny; VI.2
10. Sand trakt; VI.3+
11. Obłęd '44; VI.4/4+
12. Wyprzedaż jachtów; VI.3+
13. Pożegnanie za friko; VI.3
14. Di agonalka etyczna; VI.1
15. Dezaktualizacja przewodnika; VI+
16. Papiery bez pokrycia; VI+
17. Kurs wymiany; VI-
18. Kumulacja; VI.1+ (kruszyzna!)[1].